# Louis-Napoléon Bonaparte (1856–1879)
Napoleon Eugen Ludvig Johan Josef Bonaparte (franska: Napoléon Eugène Louis Jean Joseph Bonaparte) kallad Ludvig Napoleon (franska: Louis-Napoléon), även känd som Napoleon IV eller "kejsarprinsen", född 16 mars 1856, död 1 juni 1879, var en fransk prins och senare tronpretendent, son till Napoleon III och Eugénie av Frankrike.

## Biografi
Napoleon var redan som barn med sin far vid stridigheterna i Saarbrücken i det tysk-franska kriget. År 1872 blev han elev vid krigsskolan i Woolwich och året efter blev han efter sin fars död tronpretendent för bonapartisterna. Efter att han blivit myndig gjorde han återigen anspråk på tronen. Tronanspråken såg som ljusast ut under den reaktionära ministären Broglie-Fourtou 1877. När sedan ministären störtades i december samma år blev utsikterna sämre för Napoleon att bli fransmännens kejsare.
Trots att han tog examen vid krigshögskolan ägnade han sig till att börja med inte åt den militära banan. Han företog under de följande åren åtskilliga resor till Schweiz, Italien, Danmark, Sverige och Norge. Den l februari 1879 begav han sig till Sydafrika och stred på britternas sida under zulukriget. Han dödades under ett rekognosceringsuppdrag nära Ulundi. Han är begraven i Farnborough bredvid sin far.
Asteroiden 45 Eugenia är uppkallad efter Louis-Napoleons mor Eugénie, och dess måne Petit-Prince är uppkallad efter Louis-Napoléon.